# Кваутемок (Кваутемок, Чивава)
Кваутемок (шп. Cuauhtémoc) насеље је у Мексику у савезној држави Чивава у општини Кваутемок. Насеље се налази на надморској висини од 2063 м.

## Становништво
Према подацима из 2010. године у насељу је живело 114007 становника.

### Хронологија
| Година       | 2000                  | 2005                  | 2010                   |
| ------------ | --------------------- | --------------------- | ---------------------- |
| Становништво | 85387 (41481 / 43906) | 98725 (47712 / 51013) | 114007 (55564 / 58443) |

### Попис
| \| \| м \| \| \| ж \| \| 0—2 \| 3.317 \| \| \| 3.117 \| \| 3—5 \| 3.358 \| \| \| 3.402 \| \| 6—11 \| 6.641 \| \| \| 6.596 \| \| 12—14 \| 3.049 \| \| \| 3.060 \| \| 15—17 \| 3.295 \| \| \| 3.375 \| \| 18—24 \| 7.380 \| \| \| 7.653 \| \| 60+ \| 4.220 \| \| \| 4.632 \| \| Просек : \| 28,7 \| \| \| 29,5 \| |       |  |  |       |
| |       |  |  |       |
| | м     |  |  | ж     |
| 0—2 | 3.317 |  |  | 3.117 |
| 3—5 | 3.358 |  |  | 3.402 |
| 6—11 | 6.641 |  |  | 6.596 |
| 12—14 | 3.049 |  |  | 3.060 |
| 15—17 | 3.295 |  |  | 3.375 |
| 18—24 | 7.380 |  |  | 7.653 |
| 60+ | 4.220 |  |  | 4.632 |
| Просек : | 28,7  |  |  | 29,5  |

| #   | Индикатор                                                                                        | Вредност |
| --- | ------------------------------------------------------------------------------------------------ | -------- |
| 1   | Становништво од 0 до 2 године                                                                    | 6434     |
| 2   | Мушко становништво од 0 до 2 године                                                              | 3317     |
| 3   | Женско становништво од 0 до 2 године                                                             | 3117     |
| 4   | Становништво са 3 и више година                                                                  | 103708   |
| 5   | Мушко становништво са 3 и више година                                                            | 50311    |
| 6   | Женско становништво са 3 и више година                                                           | 53397    |
| 7   | Становништво са 5 и више година                                                                  | 99146    |
| 8   | Мушко становништво са 5 и више година                                                            | 48018    |
| 9   | Женско становништво са 5 и више година                                                           | 51128    |
| 10  | Становништво са 12 и више година                                                                 | 83711    |
| 11  | Мушко становништво са 12 и више година                                                           | 40312    |
| 12  | Женско становништво са 12 и више година                                                          | 43399    |
| 13  | Становништво са 15 и више година                                                                 | 77602    |
| 14  | Мушко становништво са 15 и више година                                                           | 37263    |
| 15  | Женско становништво са 15 и више година                                                          | 40339    |
| 16  | Становништво са 18 и више година                                                                 | 70932    |
| 17  | Мушко становништво са 18 и више година                                                           | 33968    |
| 18  | Женско становништво са 18 и више година                                                          | 36964    |
| 19  | Становништво од 3 до 5 година                                                                    | 6760     |
| 20  | Мушко становништво од 3 до 5 година                                                              | 3358     |
| 21  | Женско становништво од 3 до 5 година                                                             | 3402     |
| 22  | Становништво од 6 до 11 година                                                                   | 13237    |
| 23  | Мушко становништво од 6 до 11 година                                                             | 6641     |
| 24  | Женско становништво од 6 до 11 година                                                            | 6596     |
| 25  | Становништво од 8 до 14 година                                                                   | 14942    |
| 26  | Мушко становништво од 8 до 14 година                                                             | 7511     |
| 27  | Женско становништво од 8 до 14 година                                                            | 7431     |
| 28  | Становништво од 12 до 14 година                                                                  | 6109     |
| 29  | Мушко становништво од 12 до 14 година                                                            | 3049     |
| 30  | Женско становништво од 12 до 14 година                                                           | 3060     |
| 31  | Становништво од 15 до 17 година                                                                  | 6670     |
| 32  | Мушко становништво од 15 до 17 година                                                            | 3295     |
| 33  | Женско становништво од 15 до 17 година                                                           | 3375     |
| 34  | Становништво од 18 до 24 године                                                                  | 15033    |
| 35  | Мушко становништво од 18 до 24 године                                                            | 7380     |
| 36  | Женско становништво од 18 до 24 године                                                           | 7653     |
| 37  | Женско становништво од 15 до 49 година                                                           | 31255    |
| 38  | Становништво са 60 и више година                                                                 | 8852     |
| 39  | Мушко становништво са 60 и више година                                                           | 4220     |
| 40  | Женско становништво са 60 и више година                                                          | 4632     |
| 41  | Однос између мушкараца и жена                                                                    | 95.07    |
| 42  | Становништво од нуле до 14 година                                                                | 32540    |
| 43  | Становништво од 15 до 64 године                                                                  | 71707    |
| 44  | Становништво од 65 година и више                                                                 | 5895     |
| 45  | Просечан број деце                                                                               | 2.23     |
| 46  | Становништво рођено у ентитету                                                                   | 101183   |
| 47  | Мушко становништво рођено у ентитету                                                             | 48855    |
| 48  | Женско становништво рођено у ентитету                                                            | 52328    |
| 49  | Становништво рођено у другом ентитету                                                            | 6429     |
| 50  | Мушко становништво рођено у другом ентитету                                                      | 3502     |
| 51  | Женско становништво рођено у другом ентитету                                                     | 2927     |
| 52  | Становништво од 5 година и више резидентно у ентитету у јуну 2005. године                        | 93799    |
| 53  | Мушко становништво старосног доба од 5 година и више, резидентно у ентитету у јуну 2005. године  | 44948    |
| 54  | Женско становништво старосног доба од 5 и више година, резидентно у ентитету у јуну 2005. године | 48851    |
| 55  | Становништво од 5 година и више које је живело у другом ентитету у јуну 2005. године             | 1625     |
| 56  | Мушко становништво старије од 5 година које је живело у другом ентитету у јуну 2005. године      | 882      |
| 57  | Женско становништво старије од 5 година које је живело у другом ентитету у јуну 2005. године     | 743      |
| 58  | Становништво од 3 године и више које говори аутохтони језик                                      | 1805     |
| 59  | Мушко становништво старо 3 године и више које говори аутохтони језик                             | 999      |
| 60  | Женско становништво старо 3 године и више које говори аутохтони језик                            | 806      |
| 61  | Становништво од 3 године и више које говори аутохтони језик и не говори шпански језик            | 26       |
| 62  | Мушко становништво старо 3 године и више које говори аутохтони језик и не говори шпански         | 9        |
| 63  | Женско становништво старо 3 године и више које говори аутохтони језик и не говори шпански језик  | 17       |
| 64  | Становништво старо 3 године и више које говори аутохтони језик и шпански                         | 1570     |
| 65  | Мушко становништво старо 3 године и више које говори аутохтони језик и шпански                   | 873      |
| 66  | Женско становништво старо 3 године и више које говори аутохтони језик и шпански                  | 697      |
| 67  | Становништво од 5 година и више које говори аутохтони језик                                      | 1752     |
| 68  | Становништво од 5 година и више које говори аутохтони језик и не говори шпански језик            | 19       |
| 69  | Становништво од 5 година и више које говори аутохтони језик и говори шпански језик               | 1535     |
| 70  | Становништво у домородачким домаћинствима                                                        | 3011     |
| 71  | Становништво са ограничењима у активностима                                                      | 4248     |
| 72  | Становништво са ограниченим ходањем или кретањем, горе или доле                                  | 2186     |
| 73  | Становници са ограничењима вида, чак и уз кориштење сочива                                       | 1386     |
| 74  | Становништво са ограничењима говора, комуникације или конверзације                               | 363      |
| 75  | Становништво са ограниченим слухом                                                               | 450      |
| 76  | Становништво са ограничењима при одевању, купању или јелу                                        | 224      |
| 77  | Становништво са ограничењима у опажању или учењу једноставних ствари                             | 208      |
| 78  | Становништво са менталним ограничењима                                                           | 430      |
| 79  | Становништво без ограничења активности                                                           | 105430   |
| 80  | Становништво од 3 до 5 година које не похађа школу                                               | 3760     |
| 81  | Мушко становништво од 3 до 5 година које не похађа школу                                         | 1890     |
| 82  | Женско становништво од 3 до 5 година које не похађа школу                                        | 1870     |
| 83  | Становништво од 6 до 11 година које не похађа школу                                              | 337      |
| 84  | Мушко становништво од 6 до 11 година које не похађа школу                                        | 166      |
| 85  | Женско становништво од 6 до 11 година које не похађа школу                                       | 171      |
| 86  | Становништво од 12 до 14 година које не похађа школу                                             | 417      |
| 87  | Мушко становништво од 12 до 14 година које не похађа школу                                       | 232      |
| 88  | Женско становништво од 12 до 14 година које не похађа школу                                      | 185      |
| 89  | Становништво од 15 до 17 година похађа школу                                                     | 4580     |
| 90  | Мушко становништво од 15 до 17 година похађа школу                                               | 2176     |
| 91  | Женско становништво између 15 и 17 година живота у школи                                         | 2404     |
| 92  | Становништво од 18 до 24 године похађа школу                                                     | 4439     |
| 93  | Мушко становништво од 18 до 24 године похађа школу                                               | 2185     |
| 94  | Женско становништво од 18 до 24 године похађа школу                                              | 2254     |
| 95  | Становништво од 8 до 14 година које не може да чита и пише                                       | 284      |
| 96  | Мушко становништво старосног доба од 8 до 14 година које не може да чита и пише                  | 175      |
| 97  | Женско становништво старосног доби од 8 до 14 година које не може да чита и пише                 | 109      |
| 98  | Становништво од 15 година и више које је неписмено                                               | 1804     |
| 99  | Мушко становништво од 15 година и више које је неписмено                                         | 903      |
| 100 | Женско становништво од 15 година и више које је неписмено                                        | 901      |
| 101 | Становништво старо 15 и више година без школовања                                                | 2326     |
| 102 | Мушко становништво старо 15 и више година без школовања                                          | 1162     |
| 103 | Женско становништво старо 15 и више година без школовања                                         | 1164     |
| 104 | Становништво старосног доба 15 и више година са непотпуним основним образовањем                  | 9889     |
| 105 | Мушко становништво старосног доба од 15 година и више са непотпуном основним образовањем         | 5059     |
| 106 | Женско становништво старосног доба 15 и више година са непотпуном основним образовањем           | 4830     |
| 107 | Становништво старо 15 и више година са комплетним основним образовањем                           | 14666    |
| 108 | Мушко становништво старо 15 година и више са комплетним основним образовањем                     | 7109     |
| 109 | Женско становништво старо 15 и више година са комплетним основним образовањем                    | 7557     |
| 110 | Становништво старосног доба 15 и више година са непотпуним средњим образовањем                   | 3865     |
| 111 | Мушко становништво старосног доба од 15 година и више са непотпуним средњим образовањем          | 2128     |
| 112 | Женско становништво старосног доба од 15 година и више са непотпуним средњим образовањем         | 1737     |
| 113 | Становништво старо 15 и више година са пуним секундарном образовањем                             | 18067    |
| 114 | Мушко становништво старосног доба од 15 година и више са пуним секундарном образовањем           | 8235     |
| 115 | Женско становништво старосног доба од 15 година и више са пуним секундарном образовањем          | 9832     |
| 116 | Становништво старије од 18 година са постосновним образовањем                                    | 24792    |
| 117 | Мушко становништво старије од 18 година са постосновним образовањем                              | 11844    |
| 118 | Женско становништво старије од 18 година са постосновним образовањем                             | 12948    |
| 119 | Просечна оцена школовања                                                                         | 8.91     |
| 120 | Просечан ниво образовања мушке популације                                                        | 8.84     |
| 121 | Просечан ниво образовања женског становништва                                                    | 8.97     |
| 122 | Економски активно становништво                                                                   | 46592    |
| 123 | Економски активна мушка популација                                                               | 29969    |
| 124 | Економски активна женска популација                                                              | 16623    |
| 125 | Становништво које није економски активно                                                         | 36648    |
| 126 | Мушко становништво које није економски активно                                                   | 10005    |
| 127 | Женско становништво које није економски активно                                                  | 26643    |
| 128 | Запослено становништво                                                                           | 44903    |
| 129 | Запослено мушко становништво                                                                     | 28726    |
| 130 | Запослено женско становништво                                                                    | 16177    |
| 131 | Незапослена популација                                                                           | 1689     |
| 132 | Незапослена мушка популација                                                                     | 1243     |
| 133 | Незапослена женска популација                                                                    | 446      |
| 134 | Становништво без права на здравствене услуге                                                     | 28238    |
| 135 | Становништво које има право на здравствене услуге                                                | 81623    |
| 136 | Становништво које има право на ИМСС                                                              | 50329    |
| 137 | Становништво које има право на социјално осигурање                                               | 6520     |
| 138 | Становништво које има право на државно социјално осигурање                                       | 535      |
| 139 | Становништво које има право на опште осигурање или здравствено осигурање за нову генерацију      | 20525    |
| 140 | Становништво које је било једном или није било у браку током 12 година и више                    | 27051    |
| 141 | Венчано или уједињено становништво од 12 година и више                                           | 47465    |
| 142 | Становништво које је било у браку или уједињено 12 година и више                                 | 8966     |
| 143 | Становништво са католичком религијом                                                             | 90358    |
| 144 | Протестанти, еванђелисти и библијски следбеници различити од еванђелиста                         | 12010    |
| 145 | Становништво са другим религијама различитим од претходних                                       | 16       |
| 146 | Становништво без религије                                                                        | 6397     |
| 147 | Укупно пописаних домаћинства                                                                     | 31431    |
| 148 | Пописна домаћинства на челу са мушкарцима                                                        | 23082    |
| 149 | Пописна домаћинства на челу са женама                                                            | 8349     |
| 150 | Становништво у пописним домаћинствима                                                            | 109472   |
| 151 | Становништво у пописним домаћинствима на челу са мушкарцима                                      | 84462    |
| 152 | Становништво у пописним домаћинствима на челу са женама                                          | 25010    |
| 153 | Укупно домаћинстава                                                                              | 37822    |
| 154 | Укупно насељених домаћинстава                                                                    | 32718    |
| 155 | Укупно приватних кућа                                                                            | 36535    |
| 156 | Насељени приватни домови                                                                         | 31431    |
| 157 | Укупно насељених приватних кућа                                                                  | 32702    |
| 158 | Ненасељене приватне куће                                                                         | 3783     |
| 159 | Појединачна домаћинства за привремену употребу                                                   | 1321     |
| 160 | Становници у насељеним приватним кућама                                                          | 109472   |
| 161 | Насељеност станара у приватним становима                                                         | 3.48     |
| 162 | Просечно становника по соби у приватним насељеним домаћинствима                                  | 0.85     |
| 163 | Појединачна домаћинства са подовима од различитих материјала од земље                            | 31084    |
| 164 | Појединачна домаћинства у приземљу                                                               | 235      |
| 165 | Појединачна домаћинства са једном спаваћом собом                                                 | 9331     |
| 166 | Појединачна домаћинства са две спаваће собе и више                                               | 22025    |
| 167 | Појединачна домаћинства са једним собом                                                          | 1640     |
| 168 | Појединачна домаћинства са две собе                                                              | 3830     |
| 169 | Појединачна домаћинства са 3 собе и више                                                         | 25854    |
| 170 | Појединачна домаћинства која имају електрично светло                                             | 31256    |
| 171 | Појединачна домаћинства која немају електрично светло                                            | 135      |
| 172 | Појединачна домаћинства која имају водоводну воду у стамбеном простору                           | 31018    |
| 173 | Појединачна домаћинства која немају водоводну воду у стамбеном простору                          | 316      |
| 174 | Појединачна домаћинства која имају тоалет                                                        | 30876    |
| 175 | Појединачна домаћинства која имају канализацију                                                  | 30451    |
| 176 | Појединачна домаћинства која немају канализацију                                                 | 847      |
| 177 | Појединачна домаћинства која имају електрично светло, довод воде из јавне мреже и канализацију   | 30257    |
| 178 | Појединачна домаћинства без икаквих услова                                                       | 124      |
| 179 | Појединачна домаћинства која имају радио                                                         | 28415    |
| 180 | Појединачна домаћинства која имају телевизор                                                     | 30677    |
| 181 | Појединачна домаћинства која имају фрижидер                                                      | 29625    |
| 182 | Појединачна домаћинства која имају машину за веш                                                 | 27094    |
| 183 | Појединачна домаћинства која имају аутомобил или комби                                           | 22829    |
| 184 | Појединачна домаћинства која имају рачунар                                                       | 11764    |
| 185 | Појединачна домаћинства која имају фиксну телефонску линију                                      | 15834    |
| 186 | Појединачна домаћинства која имају мобилни телефон                                               | 25397    |
| 187 | Појединачна домаћинства која имају приступ интернету                                             | 7776     |
| 188 | Величина локације                                                                                | 11       |